# Alampyris
Alampyris is een kevergeslacht uit de familie van de boktorren (Cerambycidae). De wetenschappelijke naam van het geslacht werd voor het eerst geldig gepubliceerd in 1881 door Bates.

## Soorten
Alampyris omvat de volgende soorten:
- Alampyris cretaria Bates, 1885
- Alampyris curta Bates, 1881
- Alampyris flavicollis Galileo & Martins, 2005
- Alampyris fuliginea Bates, 1881
- Alampyris fuscus Martins & Galileo, 2008
- Alampyris marginella Bates, 1881
- Alampyris melanophiloides (Thomson, 1868)
- Alampyris mimetica Bates, 1881
- Alampyris nigra Bates, 1881
- Alampyris photinoides Bates, 1881
- Alampyris quadricollis Bates, 1881